# Galib Mammadov

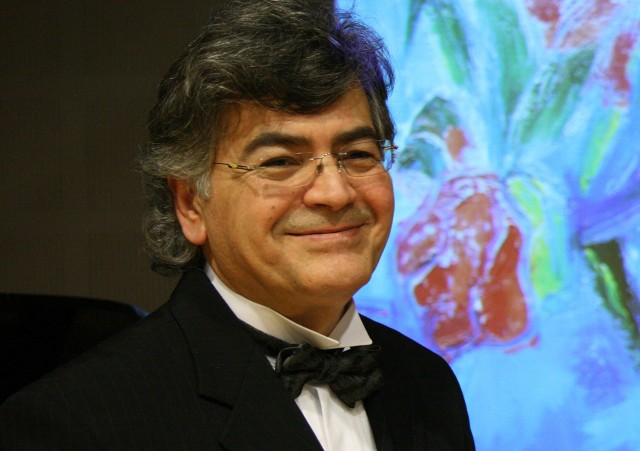
Galib Mammadov

Galib Mammadov (aserbaidschanisch Qalib Məmmədov; * 19. April 1946 in Gəncə, Aserbaidschanische SSR) ist ein vielseitiger aserbaidschanischer Komponist, der sich in seinem Werk mit sowohl westlichen, als auch orientalischen Musik- und Kultureinflüssen beschäftigt.

## Leben
Galib Mammadov wurde in Gəncə (Aserbaidschanische SSR) geboren, das zu diesem Zeitpunkt noch zur Sowjetunion gehörte.
Von Ganja fuhr er regelmäßig nach Baku, der Hauptstadt von Aserbaidschan, um dort das Musikkonservatorium zu besuchen, wo er ein Schüler des anerkannten aserbaidschanischen Komponisten Fikret Amirov war, bis er schließlich ganz nach Baku übersiedelte und dort die Asaf-Zeynally-Musikhochschule besuchte. Hier studierte er Musiktheorie bei Z. Stelnic, Kompositionslehre bei dem Komponisten Xayyam Mirzazade und Musikliteratur bei dem Musikforscher Rena Farhadova. Von 1969 bis 1975 besuchte Mammadov das Uzeir-Hajibevov-Musikkonservatorium in Baku. Hier war er u. a. Schüler des Komponisten Kara Karajev.
Mammadovs Abschlussexamen „Bayaties“, ein Vokalzyklus für Sinfonieorchester und Solisten mit Texten des aserbaidschanischen Poeten Vagif Bayat, wurde 1975 von dem aserbaidschanischen staatlichen Sinfonieorchester uraufgeführt.
In den darauffolgenden Jahren erweiterte Mammadov sein Repertoire und komponierte viele Werke in verschiedenen Gattungen, während er am Musikgymnasium in Ganja als Lehrkraft tätig war.
In den 90er Jahren lernte Mammadov den norwegischen Schriftsteller Eivind Skeie kennen und wurde daraufhin eingeladen, an mehreren norwegisch-aserbaidschanischen Musikprojekten teilzunehmen, wie z. B. „das Land, aus dem wir kommen“ (norw.: Landet vi kommer fra), „Askeladden“ – Musik für aserbaidschanisches Puppentheater –, „der Berg der Träume“ (norw.: drømmenes fjell)- eine Kantate für Kinder, die im norwegischen Ulsteinvik uraufgeführt wurde, sowie „Sommerland“ und „Oratorium Albanum“.
2002 ließ sich Mammadov in Norwegen nieder, und war erst in Kristiansund und anschließend in Kvinesdal als Organist tätig. Hier komponiert er neue Werke, von denen viele von der norwegischen Natur inspiriert sind, wie z. B. „Rafossen“ (dt.: der Wasserfall Rafoss), „Våren er her“ (dt.: Der Frühling ist hier), „Høst på Frei“ (dt.: Herbst in Frei), „Vals“ (dt.:Walzer) und „Nostalgi“ (dt.:Nostalgie).
Mammadov ist ein vielseitiger Komponist, der viel von seiner Inspiration aus seinem Heimatland Aserbaidschan holt, das von einer Vielzahl unterschiedlicher Kulturen geprägt ist – hier trifft beispielsweise das europäische und russische Musikerbe auf die aserbaidschanische Volksmusik mit ihren orientalischen Klängen.
Mammadov lässt sich auch oft vom geschriebenen Wort inspirieren und greift dabei sowohl auf westliche als auch auf aserbaidschanische Poesie zurück. Auch mit dem christlichen Kulturerbe ist er vertraut und hat mehrere Psalmen verfasst, wovon „La den brenne“ (dt.: Lass es brennen) der bekannteste ist. Dieser Psalm wird in verschiedenen Sprachen auf der ganzen Welt gesungen.

## Werke
- 1971 Präludien, Variationen und Sonate für Pianoforte
- 1972 Sonatine für Oboe und Pianoforte
- 1973 Scherzo für Flöte und Pianoforte
- 1974 Allegro für Streichquartett
- 1975 „Bayaties“. Text von Vagif Bayat. Vokalzyklus für Sopran, Bass und Symphonieorchester
- 1975 „Parvana“ und „Uzeir dastani“ für Streichinstrumente
- 1979 „Cleyst sonata“ für Pianoforte
- 1981 „Miniatures“ für Kammerorchester
- 1983 „Nushaba und Alexsander“, symphonisches Gedicht von dem aserbaidschanischen Schriftsteller Nizami Ganjavi
- 1983 „Pieces for Children“ für Pianoforte
- 1984 „Children's Album“ für Orchester
- 1984 Writings of nine azerbaijani mugams. Aufgeführt von Bahram Mansurov.
- 1985 „The Treasure of Secrets“, Ballet für grosses Symphonieorchester, nach dem Gedicht von Nizami Ganjavi. Uraufführung von Ramiz Malikaslanov dirigiert.
- 1987 „Two prayers“ für Klavier, Stimme und Abspieler/indische Flöte. Uraufführung 2001 in einer Version mit präpariertem Klavier, Bass-Klarinette, Stimme, B-Klarinette, Tar, Balaban und Schlaginstrumente
- 1988 Walzer für Kammerorchester. Uraufführung durch das Aserbaidschanische Staatskammerorchester, dirigiert von T. Goychayev.
- 1992 „The psalms of David“, Vokalzyklus für Mezzosopran, Bass und Kammerorchester.
- 1994 Psalmen No. 52 & 39 aus der Bibel für A-cappella-Chor
- 1997 „Odoglan“, Musikstück für Puppentheater nach Eivind Skeie. Uraufgeführt vom Baku Puppentheater.
- 1997–1999 Filmmusik zu „Harai, Xojali“
- 1997–1999 Theatermusik zu „Molla Nesreddin“,"Javad khan…"
- 1999 „Allegro Albana“, Allegro für Kammerorchester
- 2000 „Oratorium Albanum“ für Symphonieorchester, Chor und Orgel. Text von Eyvind Skeie
- 2001 „Drømmenes fjell“, Kantate
- 2004 „We never know“, Romanze nach Emily Dickinson. Uraufgeführt von Kristina Andersson Finland (Sängerin).
- 2005 „Iskendername“, Ballett nach Nizami Ganjavi

## Tonwerke
- 1995–1997 „Landet vi kommer fra“,[1]
- 2002 „My help comes from the Lord“,[2]
- 2004 Zehn Lieder in „Sommerlandet“ Text von Eyvind Skeie,[3]
- 2005 „Min tanke går til Betlehem“,[4]
- 2013 „Seven Pieces“ für Pianosolo,[5]
- 2014 2 Psalme im norwegischen Psalmbuch,[6]